# ژو چیوروی
ژو چیوروی (انگلیسی: Zhou Qiurui؛ زادهٔ ۱۰ اوت ۱۹۶۷) ژیمناست هنری اهل چین بود.